# Xian de Congjiang
Le xian de Congjiang (从江县 ; pinyin : Cóngjiāng Xiàn) est un district administratif de la province du Guizhou en Chine. Il est placé sous la juridiction de la préfecture autonome miao et dong de Qiandongnan.

## Démographie
La population du district était de 293 315 habitants en 1999.